# Vlkov u Tišnova (nádraží)
Vlkov u Tišnova je železniční stanice, která se nachází v km 48,832 železniční trati Brno – Havlíčkův Brod. Leží ve východní části obce Vlkov v okrese Žďár nad Sázavou v Kraji Vysočina nedaleko Vlkovského rybníka. Od roku 2024 není využívána pro nástup a výstup cestujících.

## Historie
Roku 1938 bylo Ministerstvem železnic vydáno rozhodnutí o dostavbě dvoukolejného železničního spojení z Havlíčkova Brodu dále do Brna přes Křižanov z důvodu zvýšení přepravní kapacity trasy dále na Slovensko, s plánem napojení slepé trati z Velkého Meziříčí v Křižanově. Budování trati pozdržela druhá světová válka; jednokolejný provoz byla zahájen 5. prosince 1953 a práce dále pokračovaly.
Ve Vlkově byl podobně jako v jiných stanicích vystavěn nový staniční komplex ve funkcionalistickém slohu.
Elektrický provoz na trati procházející stanicí byl zahájen 7. listopadu 1966.
V roce 2024 byla stanice komplexně modernizována. Dne 8. října 2024 byla v obvodu stanice, v záhlaví směrem k Osové Bítýšce, zprovozněna zastávka Vlkov-Osová a od téhož dne přestala být stanice využívána pro nástup a výstup cestujících.

## Popis
Stanice leží na dvoukolejné elektrizované trati Brno – Havlíčkův Brod (25 kV, 50 Hz AC). Stanice je zabezpečena elektronickým stavědlem ESA 11 se světelnými návěstidly s rychlostní návěstní soustavou. Ke zjišťování volnosti úseků koleje slouží počítače náprav. Dopravní kancelář je trvale obsazena výpravčím.
Do stanice je zapojena vlečka Osočkan a vlečka výrobního závodu podniku Elektrizace železnic Praha.

### Modernizace
Na přelomu let 2023 a 2024 byla zahájena modernizace stanice, přičemž stavební práce započaly v dubnu 2024. Zprovoznění bylo oznámeno na listopad 2024. Staniční koleje byly prodlouženy na užitnou délku 740 m, dosavadní nástupiště byla zrušena a nahrazena novou zastávkou Vlkov-Osová s kratší docházkovou vzdáleností z Vlkova i Osové, situovanou v záhlaví stanice směrem na Křižanov, ještě před vysunutými spojkami. Bylo instalováno nové zabezpečovací zařízení umožňující dálkové řízení z Křižanova, v cílovém stavu z Centrálního dispečerské pracoviště Přerov.